# Rivière Eclipse
La rivière Eclipse est un fleuve de 64 km de long situé au nord-est de la péninsule du Québec-Labrador, au Labrador dans la province canadienne de Terre-Neuve-et-Labrador.
C'est la rivière d'importance la plus septentrionale du Labrador.

## Toponymie
Le nom Eclipse a été donné à la rivière par la province de Terre-Neuve en 1957.

## Description
La rivière Eclipse traverse le parc national des Monts-Torngat dans un secteur où les reliefs des monts Torngat sont couvertes de névés persistants.
La rivière trouve son origine dans un petit lac de montagne sans nom située à proximité de la frontière entre le Québec et Terre-Neuve-et-Labrador à environ 820 mètres d'altitude. Le ruisseau gagne une série de lacs plus vastes dont le plus en amont se trouve à environ 590 mètres d'altitude (59° 29′ 06″ N, 64° 38′ 53″ O). La rivière Eclipse proprement dite sort du lac aval situé à environ 580 mètres d'altitude (59° 31′ 26″ N, 64° 41′ 22″ O) en se dirigeant vers le nord-nord-est puis le nord, torrent coulant dans une vallée encaissée et nue avant de couler à proximité immédiate de la frontière provinciale dans une large vallée glaciaire connectée au versant québécois vers la baie d'Ungava (59° 40′ 19″ N, 64° 47′ 24″ O) et orientée vers le nord-est.
Au kilomètre 39, la rivière Eclipse se jette à environ 90 mètres d'altitude dans un affluent plus abondant venu de la droite (59° 40′ 50″ N, 64° 44′ 12″ O) issu de la réunion de deux cours d'eau venus des reliefs au sud-est (59° 38′ 51″ N, 64° 39′ 24″ O) dont la branche la plus longue prend sa source dans un petit lac situé à environ 770 mètres d'altitude (59° 32′ 58″ N, 64° 28′ 45″ O). La rivière prend la direction du nord puis du nord-est et reçoit au kilomètre 32 un affluent sur la gauche un affluent venu du nord coulant le long de la frontière provinciale (59° 42′ 46″ N, 64° 41′ 39″ O) et prenant sa source dans un petit lac sur plateau à environ 340 mètres d'altitude (59° 48′ 39″ N, 64° 42′ 55″ O).
La rivière Eclipse poursuit son chemin dans sa vallée glaciaire vers le nord-est, effectue un large coude et s'élargit progressivement pour former le lac Eclipse situé à environ 20 mètres  d'altitude (59° 47′ 44″ N, 64° 21′ 05″ O).
La rivière sort du lac à l’extrémité orientale par une série de rapides sur environ 600 mètres puis une série de cascades entaillant profondément le sol sur environ 300 mètres, avant de rejoindre par un cours rapide d'environ 1 km le canal Eclipse(59° 46′ 52″ N, 64° 16′ 03″ O), une baie qui sépare le sud de l'île North Aulatsivik du continent tandis le havre Eclipse la borde à l'ouest. La baie s'ouvre sur la mer du Labrador située à l'est.

## Cascades
Le cours de la rivière Eclipse est entrecoupé par de nombreux rapides et plusieurs cascades.
La rivière est coupée par des cascades de 2,8 m au kilomètre 31 (59° 42′ 54″ N, 64° 41′ 05″ O) puis une cascade de 5,4 m au kilomètre 29,5 (59° 43′ 45″ N, 64° 40′ 41″ O).
La rivière est coupée par une cascade de 5,4 m de haut au kilomètre 1,3, considérée comme insurmontable pour les poissons migrateurs.

## Hydrologie
La rivière Eclipse draine une superficie de 1 098 km2 avec 29 affluents d'une longueur totale de 378 km enregistrés. Le débit moyen de la rivière n'a pas été mesuré. Les débits mensuels les plus élevés se produisent généralement pendant la fonte des neiges en juin.

## Faune piscicole
Le système hydrographique de la rivière Eclipse abrite différentes espèces de poissons mais aucune identification n'a été entreprise.

## Flore
Le bassin versant de la rivière Eclipse est couvert par la toundra des monts Torngat.

## Activités humaines
La rivière Eclipse se trouve dans l'extrême nord du Labrador, une zone très isolée totalement inhabitée située au Nunatsiavut, territoire autonome géré par les Inuits.
La ville de Nain se trouve à environ 390 km au sud-sud-est.